# Mercato (Naples)
Pour les articles homonymes, voir Mercato (homonymie).
Mercato est un quartier de Naples qui, avec les quartiers Pendino, Avvocata, Montecalvario, Porto et San Giuseppe, forme la deuxième municipalité de la commune de Naples.
En termes de superficie, c'est l'avant-dernier quartier de la ville. Il est bordé au nord et à l'est par la zone industrielle (piazza Garibaldi, corso Arnaldo Lucci, piazza Duca degli Abruzzi) et à l'ouest par le quartier Pendino (corso Giuseppe Garibaldi, piazza Nolana, piazza Guglielmo Pepe).

## Histoire
Le point névralgique du quartier est la piazza Dante, caractérisée par l'hémicycle du Foro Carolino, conçu par Luigi Vanvitelli en l'honneur de Charles III, qui englobe sur la gauche la Port'Alba.
Le quartier représente une zone de transition entre le centre historique de la ville de Naples et la zone industrielle, même s'il n'en présente pas encore les principales caractéristiques, étant composé de bâtiments privés et de quelques hôtels donnant sur la place Garibaldi située en face. En réalité, le quartier est entouré de sites historiques importants, tels que la place du Marché et la basilique Santa Maria del Carmine Maggiore, qui, paradoxalement, ne font pas juridiquement partie du quartier.
Jusqu'à la Seconde Guerre mondiale, le Borgo Loreto s'étendait au sud, dont témoigne l'hôpital délabré Santa Maria di Loreto Nuovo, dont le nom rappelle l'église Santa Maria di Loreto du XVIe siècle. Effacé par les bombes alliées, le quartier laisse place à la via Vespucci et, à l'avenir, au parc de la Marinella.

## Démographie
En 2009, le quartier compte 10 845 habitants.